# Edílson
Edílson da Silva Ferreira, Künstlername Edílson, (* 17. September 1971 in Salvador da Bahia) ist ein ehemaliger brasilianischer Fußballspieler.

## Karriere
Edílson hat im Laufe seiner Karriere viele Vereinswechsel vollzogen. Seit seinem Debüt 1990 für Industrial war er bei 16 Mannschaften aktiv. 1991/92 spielte er für Tanabi EC, es folgte ein Kurzaufenthalt bei Guarani FC, ehe er 1993 und 1994 mit Palmeiras São Paulo brasilianischer Meister wurde.
1994 wechselte Edílson nach Europa zu Benfica Lissabon, kehrte aber 1995 zu Palmeiras zurück. 1996 ging er nach Japan zu Kashiwa Reysol, blieb aber nur eine Spielzeit. 1997 schloss er sich dem SC Corinthians an, wo er zwei weitere Meisterschaften feiern konnte. 1998 wurde er mit dem Bola de Ouro ausgezeichnet. 2000 ging er zun CR Flamengo. 2002 wechselte er zunächst zum Cruzeiro EC nach Belo Horizonte, im Sommer wieder zu Kashiwa Reysol nach Japan. Wiederum blieb er nur eine Spielzeit und kehrte anschließend zu Flamengo zurück. Im Frühjahr 2004 wechselte er zu EC Vitória. Im Januar 2005 ging er zu Al Ain Club in die Vereinigten Arabischen Emirate, kehrte aber im Juni nach Brasilien zu AD São Caetano zurück. Seit Februar 2006 steht er bei CR Vasco da Gama unter Vertrag.
Edílson spielte 25 Mal für Brasilien. Er stand im Kader bei der Weltmeisterschaft 2002 und wurde im Turnier vier Mal eingesetzt.

## Erfolge
Nationalmannschaft
- Fußball-Weltmeisterschaft: 2002

Palmeiras
- Campeonato Brasileiro de Futebol: 1993, 1994
- Torneio Rio-São Paulo: 1993

Corinthians
- Campeonato Brasileiro de Futebol: 1998, 1999
- FIFA-Klub-Weltmeisterschaft: 2000

Cruzeiro
- Copa Sul-Minas: 2002

Flamengo
- Copa dos Campeões: 2001

al Ain Club
- UAE President’s Cup: 2004/05

## Auszeichnungen
- Bola de Ouro: 1998
- Bola de Prata: 1999
- Goldener Ball der Klub-Weltmeisterschaft: 2000

| Vorgänger | Amt                                  | Nachfolger         |
| --------- | ------------------------------------ | ------------------ |
| Edmundo   | Brasiliens Fußballer des Jahres 1998 | Marcelinho Carioca |

| Personendaten    | Personendaten                                   |
| ---------------- | ----------------------------------------------- |
| NAME             | Edílson                                         |
| ALTERNATIVNAMEN  | Silva Ferreira, Edílson da (vollständiger Name) |
| KURZBESCHREIBUNG | brasilianischer Fußballspieler                  |
| GEBURTSDATUM     | 17. September 1971                              |
| GEBURTSORT       | Salvador da Bahia, Brasilien                    |